# 大久保忠直 (戦国武将)
大久保 忠直（おおくぼ ただなお）は、戦国時代から江戸時代初期の武将。徳川氏の家臣。

## 生涯
元亀元年（1570年）初陣となった姉川の戦いでは敵の槍を奪って返り討ちにする武功を立て、その武功を称されて「荒之助」の名乗りと金の団扇を与えられた。その団扇は以降忠直の指物となり、槍は家宝として伝わった。元亀3年（1572年）一言坂の戦いでは大久保忠佐・忠正らとともに殿軍を務め、直後の三方ヶ原の戦いにも参戦した。天正3年（1575年）長篠の戦いでは敗走する敵兵1人を討つ。天正8年（1578年）朝比奈信置の軍勢と戦った際には敵1人を討ち取ったが自らも負傷した。戦後に家康より薬を賜り、これも家宝となった。同年の色尾の合戦や、天正9年（1581年）高天神城の戦いにも従軍。天正10年（1582年）天正壬午の乱では北条軍の武将1騎を討ち取る。天正12年（1584年）小牧・長久手の戦いでは石川数正の与力となって小牧山城にあり、長久手の合戦では森長可と池田恒興の側近の兵をそれぞれ討った。天正18年（1590年）小田原征伐に従軍。慶長5年（1600年）会津征伐には槍奉行として徳川秀忠の軍に配属され、第二次上田合戦にも従った。戦後は鉄砲同心30人を預けられる。慶長7年（1602年）常陸における車斯忠らの一揆の事後処理を担当。大坂の陣にはいずれも従軍した。元和5年（1619年）田中城番となり、加増を受けて石高は2000石に達した。